# Thomas Seidl (Moderator)

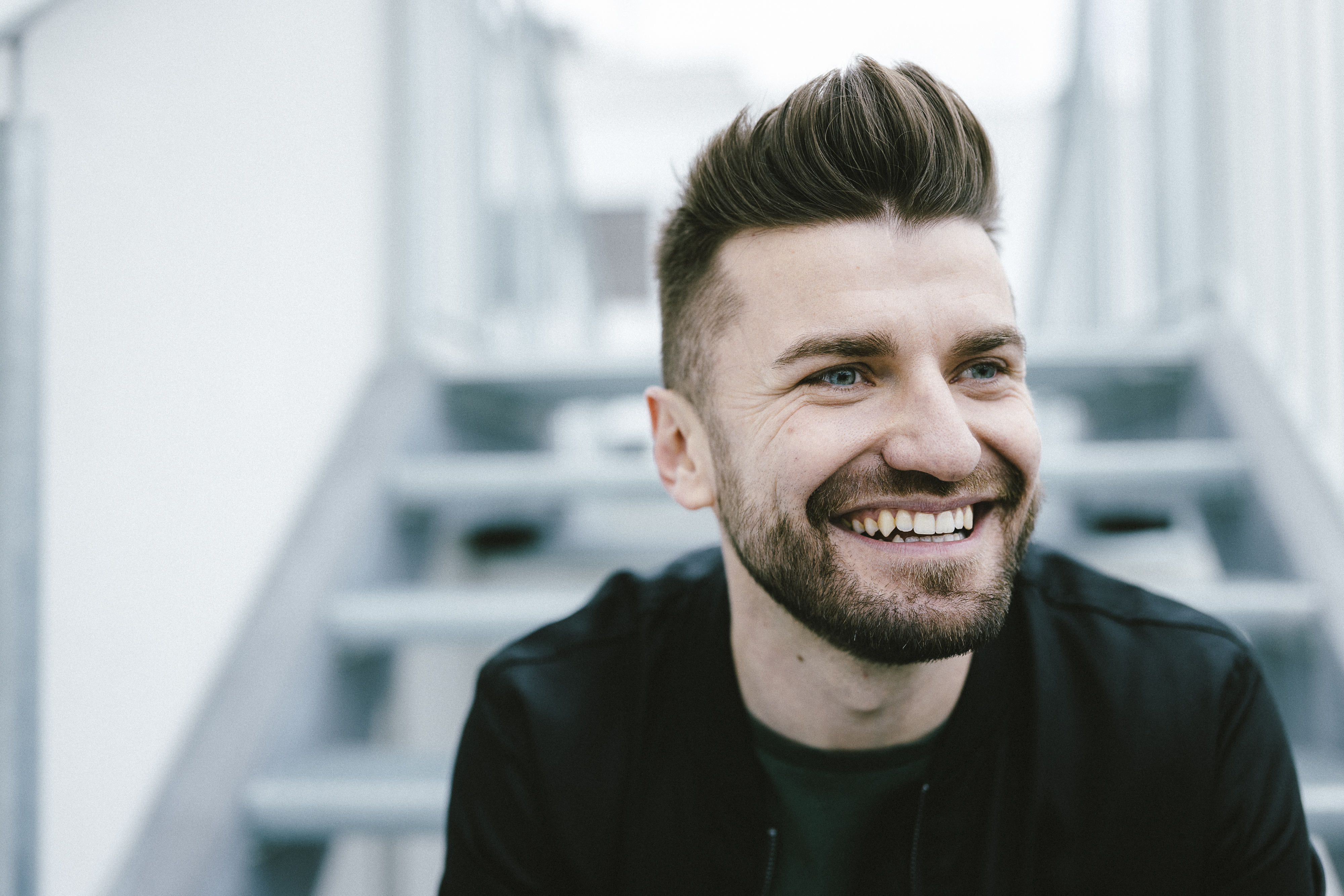
Thomas Seidl 2021

Thomas Seidl (* 30. Jänner 1991 in Graz) ist ein österreichischer Radio- und Event-Moderator. Außerdem arbeitet er regelmäßig als Stadionsprecher.

## Karriere als Moderator
Thomas Seidl kam in Graz zur Welt und wuchs in der kleinen steirischen Gemeinde Wilfersdorf auf. Nach dem Besuch des BG/BORG Graz Liebenau, wo er ab der Oberstufe im Ballsportbereich – Schwerpunkt Fußball – unterrichtet wurde, studierte Seidl mit Abschlüssen Sportjournalismus an der Universität Salzburg.
2011 kam er als Praktikant zum österreichischen Radiosender Antenne Steiermark, wo er ab 2012 als Moderator diverser Sendungen aktiv war. Unter anderem moderierte er die Morgensendung „Die Antenne Steiermark Muntermacher“ oder auch die „Die Antenne Steiermark Freitagsshow“ und berichtete live von Sportveranstaltungen. Im Jänner 2022 wechselte er zum ORF, der öffentlich-rechtlichen Rundfunkanstalt Österreichs. Dort moderierte Seidl für das ORF-Landesstudio-Steiermark die meistgehörte Frühsendung „Guten Morgen Steiermark“.
2023 moderierte er den von der Kleinen Zeitung veranstaltenden Faschingsumzug in ORF 2 und am Heiligen Abend für den ORF Steiermark die Spendengala Licht ins Dunkel. 
Neben seiner Tätigkeit als Radio-Moderator ist Thomas Seidl seit 2017 Stadionsprecher des österreichischen Bundesligaclubs SK Sturm Graz, der seine Heimspiele in der Merkur Arena austrägt. Außerdem ist er die Stimme beim Erste-Bank-Open, dem ATP-Tour-500-Turnier in der Wiener Stadthalle. Hinzu kamen unzählige Aktivitäten als Moderator bei Sportveranstaltungen, wie der Snowboard-Weltmeisterschaften 2015 in Kreischberg und der Biathlon-Juniorenweltmeisterschaften 2014.

## Privates
Thomas Seidl ist verheiratet und seit Oktober 2021 Vater eines Sohnes. Sein jüngerer Bruder Philipp ist Profifußballspieler.

## Fußball
Thomas Seidl war viele Jahre als Amateurfußballspieler auf der Position eines Mittelfeldspielers bei Vereinen der steirischen Landesliga aktiv.